# Что случилось с Фредериком
«Что случилось с Фредериком» (англ. What Happened to Frederick) —тринадцатый эпизод американского телевизионного сериала в жанре фэнтези «Однажды в сказке». Премьерный показ серии в США состоялся 19 февраля 2012 года на телеканале ABC.

## Сюжет

### В Зачарованном лесу
События разворачиваются после десятого эпизода. Король Джордж разыскивает сбежавшего принца Джеймса.Его находит  принцесса Эбигейл,но вместо того чтобы выдать,говорит что поможет ему сбежать Ведь знает о Белоснежке и не хочет выходить за него замуж.Она отводит его к золотой статуе,которой на самом деле оказывается её жених Фредерик,случайно обращённый в золото при защите принцессы и короля Мидаса от разбойников.
Она рассказывает о озере Возвращения, вода из которого может вернуть утраченное. Озеро охраняет злое существо и ещё никто не  вернулся  обратно. Дэвид соглашается помочь: он либо добудет воду и Эбигейл будет счастлива, либо  погибнет и избавится от страданий. На озере он встречает русалку.Та,приняв образ Белоснежки, пытается его соблазнить,но не выходит. Тогда русалка пытается утянуть его на дно силой,но в последний момент Джеймсу удаётся убить монстра кинжалом.
Добыв воду, вместе с Эбигейл они  оживляют Фредерика  В благодарность Эбигейл  даёт коня и провиант. И принц спешит на поиски Белоснежки,а король Джордж продолжает охоту за ним.

### В Сторибруке
В Сторибруке Кэтрин предлагает Дэвиду переехать в Бостон,где её принимают в юридическую школу, чтобы там они могли начать отношения с чистого листа. Дэвид встречается с Мэри и та говорит,что  единственный выход  из ситуации - наконец рассказать Кэтрин правду. Дэвид соглашается, но в итоге просто говорит Кэтрин,что не может уехать,утаивая истинную причину. Расстроенная Кэтрин рассказывает об этом Реджине  и та рассказывает ей об отношениях Дэвида и Мэри.
Дэвид лжёт Мэри о разговоре с Кэтрин. Но правда тут же вскрывается, когда Кэтрин устраивает ей громкую сцену прямо в школе, на глазах у всех. Вскоре против них ополчается весь город. Мэри встречает Дэвида, и растаётся с ним, так как их отношения только всё разрушают.
Спустя время Кэтрин приходит к Реджине.Она говорит,что в отличие от Дэвида и Мэри никогда не любила по настоящему, поэтому прощает их, о чём написала Дэвиду письмо и собирается переехать в Бостон. Реджина безуспешно пытается её уговорить и делает вид что принимает её решение. Но сама пробирается в дом и уничтожает письмо.
Параллельно этому развивается история Эммы и Незнакомца.
Незнакомец встречает Эмму у  кафе он предлагает ей встретится после работы и открывает своё настоящее имя :Август Уэйн Бут. Тем временем он тайно восстанавливает книгу сказок. После работы он отвозит Эмму к колодцу, вода из которого может вернуть утраченное.Эмма выпивает но ничего не происходит.
Тогда Август подбрасывает ей под машину книгу. Эмма отдаёт книгу Генри.
Финальная сцена: школьный учитель физкультуры Джим,которым в этом мире стал Фредерик, находит попавшую в аварию  пустую машину Кэтрин на выезде из Сторибрука.